# Yvonne Drewry
Yvonne Drewry (18. února 1918 Brentford – 9. srpna 2007 Woodbridge) byla anglická umělkyně a učitelka umění, známá svou prací v Suffolku a okolí.

## Dětství a vzdělání
Yvonne Marjorie Drewry se narodila v Brentfordu v Middlesexu Alfredovi F. Vere Drewrymu (1888–1980) a jeho manželce Adě, rozené Anniss (1883–1965). Její otec provozoval autodílnu na Deansgate v Manchesteru. Její strýc James Sidney Drewry byl inženýr a spoluzakladatel Shelvoke a Drewry, jednoho z největších britských výrobců komunálních odpadních vozů a hasičských strojů.
Po studiích na Southportské vysoké škole umění získala Drewry v roce 1939 stipendium Andrewa Granta ve výši 120 liber ročně po dobu tří let, aby mohla studovat na Edinburgh College of Art, kde studovala u Williama George Gilliese, Johna Maxwella a ilustrátora knih Joana Hassalla.

## Práce
Drewry byl plodná umělkyně, která pracovala s olejovými barvami, akvarelem, perem a inkoustem. Byla také pozoruhodnou tiskařkou a typografkou. Mezi její další práce patřily tkané textilie a ruční práce. Její práce byla pravidelně vystavována v galeriích Suffolk, včetně každoroční výstavy v Denis Taplin Gallery v Woodbridge, Gallery 44 v Aldeburghu, Mall Galleries, Gainsborough's House, Sudbury, Wolsey Art Gallery, Ipswich, a ve svém vlastním studiu a několikrát vystupovala v článcích místního tisku; vystavovala také na mezinárodním trhu a prodávala ve Francii a USA a je držitelkou licence prostřednictvím Bridgeman Images. Byla vysoce oceněna v Laing Art Competition 1994.
Od roku 1985 byla součástí skupiny 8 + 1 Suffolk Group, skupiny devíti umělců, kteří mohli řídit a prezentovat své vlastní výstavy. Jejich první přehlídka byla v Broughton Gallery, Lanarkshire v srpnu 1985.
Její hlavní témata byly krajiny a mořské krajiny oslavující venkov Suffolku, spolu se zátišími fotografií květin, rostlin a stromů, včetně těch, které rostly v její vlastní zahradě; produkovala také příležitostné portréty. Její práce byla hlavně obrazná, ačkoli její pozdější práce byly mnohem abstraktnější povahy, používaly živé barvy a široké tahy štětcem. Je zmíněna v knize Patricka Trevor-Ropera The World Through Blunted Sight: An inquiry into the influence of defective vision on art and character (1970) (česky možno přeložit jako Pojednání vlivu vadného zraku na umění a charakter) pro své různé barevné vnímání v každém oku. Její díla jsou zřídka pojmenována, a zatímco krajiny jsou jasně rozeznatelné, nejsou to obvykle nijak zvlášť známé pohledy, přestože malovala Snape Maltings a Shingle Street. Obecně malovala obrazy ze života a cestovala po Suffolku a Norfolku v karavanové dodávce Fiat 238 hledajíc vhodné předměty.

## Výuka
Drewry byla důležitou učitelkou umění na Amberfield School v Nactonu ve Felixstowe a na různých místních úřadech pořádala večerní kurzy pro dospělé; také vedla krátké kurzy malování a tisku ve svém vlastním domě. Byla aktivní v různých uměleckých skupinách včetně Deben (později Felixstowe) Art Group. Mezi její žáky patřila Maggi Hamblingová, která ji citovala jako hlavní vliv svého dětství, a maltská umělkyně Juliet Horncastle.

## Osobní život
V roce 1941 se Drewry vdala za Roberta Alexandera (Boba) Campbella (1916–2008), kterého potkala na Edinburgh College of Art. V roce 1942 se přestěhovali do Trimley St Martin v Suffolku, kde měli čtyři děti. Drewry a Campbell se odloučili v roce 1968, kdy Campbell emigroval do Kanady. Ačkoli byla ve svém osobním životě po manželství známá jako paní Campbell, vždy malovala a vystavovala pod jménem Yvonne Drewry.
V roce 1977 se Drewry krátce přestěhovala do Tuddenham St Martin, než se usadila v Hollesley v roce 1980, kde žila do roku 2004. Trpěla Alzheimerovou chorobou, poslední roky strávila v pečovatelském domě v Woodbridge a v roce 2007 zemřela ve věku 89 let.

## Vybrané výstavy
- 1981 Gainsborough House, Sudbury
- 1984 Denis Taplin Gallery, Woodbridge
- 1985 Broughton Gallery, Lanarkshire
- 1991 Laing Art Competition, Mall Galleries
- 1994 Laing Art Competition, Mall Galleries (Vysoce komentované)
- 1995 Ipswich Open, Wolsey Art Gallery
- 1996 Denis Taplin Gallery, Woodbridge